# Kirby's Ghost Trap
Kirby's Ghost Trap (Kirby's Avalanche i USA) är ett spel till SNES. Det är baserat på Super Puyo Puyo.

## Gameplay
Spelet har tre svårighetsgrader, easy, normal och hard. Easy består av tre enkla nivåer medan normal och hard består av tretton nivåer. I normal och hard är målet att besegra alla motståndare tills spelaren möter King Dedede.
Spelet går ut på att spelaren ska kontrollera fallande bönor. Om spelaren lyckas ordna fyra bönor, kommer de att försvinna. Om spelaren skapar en kedja (flera bönor försvinner efter varandra) kommer stenar falla i motståndarens nät. Stenar kan inte tas bort genom att ordnas i grupper, de kan bara försvinna om spelaren får bort bönorna som ligger på stenarna. Om nätet fylls med bönor upp till den tredje kolumnen är spelet slut. I så fall får spelaren fram skärmen Continue. Om spelaren trycker på en knapp på den skärmen innan tiden uppe i hörnet är slut kör spelaren mot den motståndare han/hon senast förlorade mot.

### Fotnoter
1. 1 2 3 4 5 6  ”Kirby's Avalanche”. Gamefaqs. Arkiverad från originalet den 3 maj 2014. https://web.archive.org/web/20140503154019/http://www.gamefaqs.com/snes/588426-kirbys-avalanche/data. Läst 3 maj 2014.